# Nathalie Goulet
Pour les articles homonymes, voir Goulet.
 (novembre 2021).
Nathalie Goulet, née le 24 mai 1958 à Boulogne-Billancourt (Seine), est une femme politique française. Sénatrice de l'Orne depuis 2007, elle est membre du groupe Union centriste au Sénat.

## Biographie

### Famille et vie privée
Nathalie Goulet est issue d'une famille juive. La famille de son père a été déportée lors de la rafle du Vel d'Hiv en 1942, mais son père a survécu.
Compagne du sénateur RPR de l'Orne, Daniel Goulet (1928-2007), elle devient son assistante parlementaire en 1999, avant d'être sa suppléante à partir du 23 septembre 2001. Elle l'épouse en 2004.

### Études et carrière professionnelle
Après des études de droit, Nathalie Milsztein devient avocate au barreau de Paris.
Radiée en janvier 2000 par le conseil de l'ordre de Paris pour des manquements graves à la déontologie du métier d'avocat, décision confirmée en appel en 2006, elle dépose un pourvoi en cassation et est réinscrite au barreau de Paris en 2011. En décembre 2011, elle sollicite et obtient son omission.
En 2014, sur sa déclaration d'intérêts à la Haute Autorité pour la transparence de la vie publique, elle déclare n'avoir plus aucun revenu en tant qu'avocate et n'exercer aucune activité annexe.
Le 19 février 2007, au cours d'une mission parlementaire au Moyen-Orient, son époux Daniel Goulet fait une attaque cérébrale et meurt le 25 à l'hôpital Cheikh-Khalifa d'Abou Dabi aux Émirats arabes unis. À la suite d'une plainte contre X déposée en avril 2007, l'enquête retient une mort naturelle par AVC et se conclut par un non-lieu en décembre 2008.

### Parcours politique
En qualité de suppléante, Nathalie Goulet succède à son mari comme sénatrice de l'Orne, membre du groupe RDSE. À l'occasion du renouvellement sénatorial du 21 septembre 2008, elle rejoint le groupe parlementaire de l'Union centriste.
Elle est réélue sénatrice de l'Orne le 25 septembre 2011, obtenant 491 voix au premier tour et 617 voix au second tour (soit environ 60 % des suffrages).
Ancienne vice-présidente de la commission des Affaires étrangères, de la Défense et des Forces armées, Nathalie Goulet a été présidente du groupe interparlementaire d’amitié France-Yémen, puis de celui d’amitié France-Pays du Golfe. Elle a par ailleurs été vice-présidente des groupes d’amitié France-Mongolie et France-Asie centrale, et secrétaire du groupe d'amitié France-Australie.
Lors de la campagne pour l'élection présidentielle de 2012, elle soutient François Bayrou, sans lui avoir donné de parrainage officiel, puis François Hollande au lendemain du premier tour.
Le 3 juillet 2014, elle annonce sa candidature à la présidence du Sénat. Elle la retire le 30 septembre suivant, ses collègues du groupe centriste lui préférant François Zocchetto, président du groupe. Bien que non candidate, elle obtient une voix au premier tour de scrutin, le 1er octobre 2014.
Elle soutient Alain Juppé pour la primaire française de la droite et du centre de 2016[réf. nécessaire].
Après avoir été secrétaire de la commission des finances, elle occupe la vice-présidence de la commission des Lois du Sénat.
Le 24 septembre 2023, elle est réélue dès le premier tour aux élections sénatoriales avec 69,02 % des voix, dans le département de l'Orne.

## Activités parlementaires

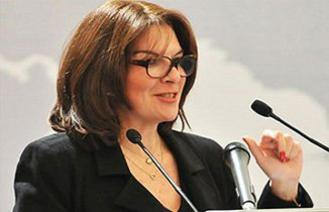
Nathalie Goulet en 2014.

Nathalie Goulet était vice-présidente de la  commission des Lois constitutionnelles, de Législation, du Suffrage universel, du Règlement et d’Administration générale.

### Lutte contre le terrorisme
Elle a été rapporteure de deux projets de loi, l'un portant convention d'assistance avec l'Arabie saoudite, l'autre de coopération militaire avec les Émirats arabes unis. Ces textes précisent que la coopération avec la France doit se faire par des organismes officiellement désignés et dans des domaines d'exercice de l'assistance et de la coopération technique définis et encadrés.
En mars 2014, elle dépose une proposition de résolution tendant à la mise en place d'une commission d’enquête sénatoriale sur la plateforme nationale des interceptions judiciaires.
En juin 2014, elle obtient la création d’une commission d’enquête sur la lutte contre les réseaux djihadistes en France et en Europe, dont elle devient, en octobre 2014, présidente.

### Fraude sociale
En mai 2019, une mission d'enquête sur la fraude sociale et son impact sur les finances publiques lui est confiée ainsi qu'à Carole Grandjean par le Premier ministre,.

### Droit à l’oubli et libertés sur internet
Depuis 2010, Nathalie Goulet demande la création d'un groupe de réflexion sur « le respect de la vie privée et de la présomption d'innocence à l'heure du numérique » afin de garantir un minimum de règles du jeu sur internet pour protéger les citoyens et réclamant un « droit à l'oubli » sur Internet.

### Affaires étrangères
Elle est désignée rapporteure d'un projet de loi sur la coopération avec la Turquie en matière de sécurité intérieure, ainsi que d'un projet de loi sur l'indemnisation des victimes de la Shoah.
Elle est aussi rapporteure d'un projet de loi modifiant l’accord sur le commerce, le développement et la coopération entre la Communauté européenne et ses États membres et l'Afrique du Sud.

#### Azerbaïdjan et Arménie
Vice-présidente du groupe interparlementaire d'amitié France-Turquie au Sénat, elle se félicite fin février 2012 de la censure du Conseil constitutionnel sur la loi visant à réprimer la contestation de l'existence des génocides reconnus par la loi (incluant le génocide arménien de 1915). Fin 2012, dans une lettre au journal arménien Hetq, elle précise qu'elle reconnaît l'existence du génocide arménien et que son opposition à la loi était basée sur sa conviction que ce n'est pas à l'Assemblée nationale d'écrire l'Histoire,.
En septembre 2015, dans une interview, Nathalie Goulet réaffirme ses liens forts avec l’Azerbaïdjan et le soutien qu'elle lui apporte, estimant que, même si selon elle le régime a certains aspects peu démocratiques, ce n'est pas une raison de s'abstenir de faire du commerce avec le pays, pas plus que les reproches qu'on peut faire à la Chine ou à l'Arabie saoudite en matière de droits de l'homme n'empêchent de commercer avec elles. Elle se félicite que l’Azerbaïdjan, État laïc de culture musulmane, construise une bonne relation avec Israël.
Le 3 avril 2016, un jour après le début d'hostilités entre l'Arménie et l’Azerbaïdjan, elle est la première personnalité politique à saisir l'ONU pour demander la condamnation de l'Arménie et le soutien à l’Azerbaïdjan. À la suite de la guerre de 2020 au Haut-Karabagh, elle déclare que la question de l'autonomie du Haut-Karabagh ne se pose plus et que le groupe de Minsk doit être dissous et décrit les territoires récupérés pendant la guerre comme des « territoires libérés », reprenant ainsi les éléments de langage du régime de Bakou. Le 15 novembre 2022, à la suite de nouvelles attaques azerbaïdjanaises, une résolution visant à « appliquer des sanctions à l’encontre de l’Azerbaïdjan et exiger son retrait immédiat du territoire arménien, à faire respecter l'accord de cessez-le-feu du 9 novembre 2020 », cosignée par tous les groupes, est adoptée à la quasi-unanimité par le Sénat. 296 sénateurs votent pour et seule Nathalie Goulet vote contre,.

## Controverses

### Israël
Le 10 mars 2016, Nathalie Goulet, alors vice-présidente de la commission de la Défense nationale, soumet une question écrite au secrétaire d'État chargé du Budget, Christian Eckert. Elle s'interroge à propros d'une niche fiscale qui, selon elle, accorde une réduction d'impôts aux contribuables français qui font un don à l'Armée israélienne, une armée étrangère,. Son initiative lui vaut, sur les réseaux sociaux, des menaces de mort anonymes, contre lesquelles elle s'abstient de porter plainte,. La réponse, apportée six mois plus tard, établit que la réduction d'impôts évoquée par la sénatrice n'a pas de réalité légale. Une dérogation fiscale peut cependant être obtenue pour des dons faits à des associations d'aide aux soldats israéliens,. Au mois d'octobre de la même année, Le Monde juif titre : « France : la sénatrice anti-Tsahal, Nathalie Goulet, accusée de toucher de l’argent de l’Arabie saoudite ». L'article, qui rappelle que « la sénatrice avait interpellé le gouvernement français sur les réductions d’impôts accordées aux Français qui font des dons à l’armée israélienne », fait écho au livre Nos très chers émirs, récemment publié par les auteurs Christian Chesnot et Georges Malbrunot. Ceux-ci mettent en avant des demandes répétées de Nathalie Goulet aux pétromonarchies du Golfe pour obtenir des financements ou des cadeaux. Face à ces accusations, la sénatrice annonce qu'elle porte plainte. Le 20 septembre 2018, le tribunal correctionnel de Paris condamne Chesnot et Malbrunot pour quatre chefs de diffamation. Ils sont également condamnés à retirer les passages incriminés des rééditions éventuelles et sont redevables d'une amende de plus de 4 000 euros.

### Azerbaïdjan
En 2017, est publiée une enquête journalistique sur la « diplomatie du caviar », c'est-à-dire les opérations de lobbying et de corruption de l'Azerbaïdjan auprès des personnalités politiques européennes. En France, l’Association des amis de l’Azerbaïdjan (AAA) est selon Le Monde le « principal instrument » de la diplomatie du caviar. Nathalie Goulet fait partie du conseil d'administration de l'AAA et est considérée comme l'une « [d]es avocats les plus ardents » de l'Azerbaïdjan. Les articles mentionnent aussi les nombreux projets dans l'Orne financés avec des fonds azerbaïdjanais,.